# Tim's Bio: Life from da Bassment
Tim's Bio: Life from da Bassment je debitantski album američkog producenta i repera Timbalanda kojeg je objavio Blackground Records. Gostujući izvođači između ostalih su Timbalandov partner Magoo, Missy "Misdemeanor" Elliott, Aaliyah, Ginuwine, Playa i Skillz. Tu su još Nas, Jay Z, Twista, Kelly Price i ostali. Album je posebno značajan za hip-hop zvijezdu Ludacrisa jer je pjesmom "Phat Rabbit" označio svoj prvi nastup. Ta pjesma ujedno se nalazi i na njegovom debitantskom albumu Back for the First Time iz 2000. godine.
Album je objavljen 24. ožujka 1998. godine.

## Popis pjesama
1. "Intro" (featuring T. K. Kirkland)
2. "I Get It On" (featuring Bassey)
3. "To My" (featuring Nas, Skillz & Static Major)
  - Sadrži uzorke pjesme "The Thrill Is Gone"  Arethe Franklin.
4. "Here We Come" (featuring Magoo & Missy Elliott)
  - Sadrži elemente naslovne pjesme Spider-Mana iz 1967. godine.
5. "Wit' Yo' Bad Self" (featuring Skillz)
  - Sadrži uzorke naslovne pjesme televizijske serije I Dream of Jeannie.
6. "Lobster & Scrimp" (featuring Jay Z)
7. "What Cha Know About This" (featuring Mocha & Babe Blue)
8. "Can't Nobody?" (featuring 1 Life 2 Live)
9. "What Cha Talkin' Bout" (featuring Lil' Man, Static Major & Magoo)
10. "Put 'Em On" (featuring Static Major & Yaushameen Michael)
11. "Phat Rabbit" (featuring Ludacris)
12. "Who Am I" (featuring Twista)
13. "Talking on the Phone" (featuring Kelly Price, Missy Elliott & Lil' Man)
14. "Keep It Real" (featuring Ginuwine)
15. "John Blaze" (featuring Aaliyah & Missy Elliott)
16. "Birthday" (featuring Playa)
17. "3:30 in the Morning" (featuring Virginia Williams)
18. "Outro"
19. "Bringin' It" (featuring Troy Mitchell)